# Maksymalny liniowo niezależny układ skończony
Uzasadnienie: mnożenie bytów ponad potrzebę - cztery artykuły na temat jednego pojęcia z różnych punktów widzenia
Maksymalny liniowo niezależny układ skończony – skończony liniowo niezależny układ wektorów przestrzeni wektorowej {\displaystyle \mathbb {V} ,} niebędący podukładem żadnego skończonego liniowo niezależnego układu wektorów tej przestrzeni (oprócz siebie samego).
Dołączenie jakiegokolwiek wektora do maksymalnego liniowo niezależnego układu skończonego spowoduje, że układ stanie się liniowo zależny.
Maksymalny liniowo niezależny układ skończony przestrzeni wektorowej {\displaystyle \mathbb {V} } stanowi bazę tej przestrzeni.